# Відмантас Малішаускас
Відмантас Малішаускас (лит. Vidmantas Mališauskas; нар. 4 серпня 1963) – литовський шахіст, гросмейстер від 1993 року.

## Шахова кар'єра
Перших успіхів досягнув на початку 1990-х років. 1991 року посів 1-ше місце на турнірі за швейцарською системою в рамках меморіалу Акіби Рубінштейна в Поляниці-Здруй, а також поділив 1-ше місце у Варшаві (разом із, зокрема, Алоїзасом Квейнісом, Євгеном Глейзеровим, Ратміром Холмовим і Віктором Купрейчиком). У 1992 році переміг на турнірах за круговою системою в Новому Смоковці (попереду Збінека Грачека і Люка ван Велі), а також Осло (попереду Едуардаса Розенталіса). У 1993 році святкував перемогу, разом з Лембітом Оллем, на зональному турнірі (відбіркового циклу на чемпіонат світу) у Вільнюсі, а потім взяв участь у міжзональному турнірі в Білі, не досягнувши, проте, успіху. 1994 року здобув свою першу медаль на чемпіонаті Литви, посівши у Вільнюсі 2-ге місце. У 1996 році поділив у Таллінні 2-ге місце (позаду Василя Іванчука, разом з Василем Смисловим) на сильному турнірі за запрошенням зі швидких шахів. 2002 року вдруге став призером чемпіонату своєї країни, знову у Вільнюсі виграв срібну медаль. У 2003 та 2006 роках двічі посідав 1-ше місце на чемпіонаті Литви, а в 2007 - друге місце. 2011 року переміг на міжнародному турнірі в Оструді.
У 1992-2006 роках в шість разів представляв свою країну на шахових олімпіадах, а також двічі (1992, 2007), представляв Литву на командних чемпіонатах Європи.
Найвищий рейтинг Ело в кар'єрі мав станом на 1 січня 1993 року, досягнувши 2570 очок ділив тоді 88-94-те місце в світовому рейтинг-листі ФІДЕ, одночасно займаючи 3-тє місце (позаду Едуардаса Розенталіса і Віктора Гаврикова) серед литовських шахістів.

## Зміни рейтингу
| На цьому місці має відображатися графік чи діаграма, однак з технічних причин його відображення наразі вимкнено. Будь ласка, не видаляйте код, який викликає це повідомлення. Розробники вже працюють для того, щоби відновити штатне функціонування цього графіка або діаграми. | |
| | На цьому місці має відображатися графік чи діаграма, однак з технічних причин його відображення наразі вимкнено. Будь ласка, не видаляйте код, який викликає це повідомлення. Розробники вже працюють для того, щоби відновити штатне функціонування цього графіка або діаграми. |